# Gain Ground
Gain Ground is een arcadespel uit 1988 dat later werd geporteerd naar diverse spelcomputers. Het spel is een strategisch actiespel en is ontworpen voor de Sega System 24-architectuur. De ontwikkelaars maakten bekend dat hun inspiratie kwam van het spel Gauntlet.

## Gameplay
In Gain Ground besturen spelers een groep personages, elk met een eigen, uniek wapen. Om een veld uit te spelen moeten alle vijanden worden verslagen, of alle personages naar de uitgang worden geleid voordat de tijd is verstreken.
In Normal Mode begint de speler met drie personages. Tijdens het spel zijn gevangen personages in het veld te vinden. Wanneer de speler deze naar de uitgang weet te brengen, worden ze toegevoegd aan de groep. In Hard Mode start de speler met alle twintig personages.
Elk personage heeft een gewoon schot en een speciaal schot, dat verschilt per persoon. Zo zijn er personages die hoge pijlen afschieten, granaten gooien, of speciale wapens afvuren.
De arcadeversie bevat 40 velden, die bestaan uit vier rondes met elk tien velden. In veld 10 van elke ronde moet een eindbaas worden verslagen. De Mega Drive- en Master System-versies bevatten tien extra velden, die zich afspelen in respectievelijk de moderne tijd en het laatste tijdperk.
- Ronde 1: Prehistorie
- Ronde 2: Middeleeuwen
- Ronde 3: China tijdens de pre-revolutie
- Ronde 4: Moderne tijd (alleen Mega Drive-versie)
- Ronde 5: Toekomst
- Ronde 6: Het laatste tijdperk (alleen Master System-versie)

## Platforms
| Jaar | Platform                 |
| ---- | ------------------------ |
| 1988 | Arcade                   |
| 1990 | Master System            |
| 1991 | Mega Drive, PC Engine CD |
| 2004 | PlayStation 2            |
| 2007 | Wii Virtual Console      |
| 2010 | Windows                  |

## Uitgave
Gain Ground verscheen als compilatiespel op de Japanse Sega Ages 2500-serie voor de Sony PlayStation in 2004. De Mega Drive-versie verscheen in 2007 als Virtual Console-spel voor de Nintendo Wii. In 2006 kwam het uit voor PlayStation 2 en PSP onder de titel Sega Mega Drive Collection, en in 2009 als Sonic's Ultimate Mega Drive Collection.

## Ontvangst
| Publicatie | Score              |
| ---------- | ------------------ |
| IGN        | 7,5/10             |
| MegaTech   | 43%                |
| Raze       | 92% (MD), 71% (MS) |
| Sega-16    | 10/10              |
| Sega Pro   | 89% (MD), 81% (MS) |

noot: MD = Mega Drive, MS = Master System